# Schizonycha irangiana
Schizonycha irangiana är en skalbaggsart som beskrevs av Moser 1919. Schizonycha irangiana ingår i släktet Schizonycha och familjen Melolonthidae. Inga underarter finns listade i Catalogue of Life.